# José Delbo
Pour les articles homonymes, voir Delbo.
Compléments
https://delbocomics.com site de l'auteur
José Maria Delbo, né le 9 décembre 1933 à Buenos Aires et mort le 5 février 2024,, est un dessinateur de comics argentin.

## Biographie
José Delbo naît le 9 décembre 1933 en Argentine. Dès l'âge de seize ans, il commence à dessiner une série de bande dessinée, Terry Atlas, publiée dans la revue Poncho Negro. Il travaille ensuite avec Héctor Oesterheld sur la série Ernie Pike. Il part en 1963 pour le Brésil où il dessine des histoires de guerre ou des westerns tout en continuant à être publié en Argentine. En 1965, il s'installe aux États-Unis. Il est engagé par Gold Key Comics, pour lequel il dessine de nombreux comics (The Lone Ranger, The Twilight Zone, The Monkees, Doctor Solar, Man of the Atom, etc.). Il dessine aussi l'adaptation en bande dessinée du dessin animé Yellow Submarine mettant en vedette les Beatles. Dans les années 1970, il travaille pour la maison d’édition DC Comics sur des séries comme Wonder Woman ou Supergirl. Il dessine aussi le comic strip de Superman. Dans les années 1980 et 1990, il travaille pour Marvel Comics sur des adaptations de dessins animés comme Thundercats ou Transformers. En 2013, il reçoit le prix Inkpotdécerné chaque année au Salon international de la bande dessinée de San Diego en Californie (Comic-Con). José Delbo meurt le 5 février 2024 à l’âge de 90 ans.